# PGZ-95
PGZ-95 (другие обозначения: PGZ-04A, Type 95) — китайский самоходный зенитный ракетно-пушечный комплекс, разработанный китайской компанией Норинко в 1990-х годах. Впервые был продемонстрирован на параде НОАК в честь 50-летия КНР.

## Описание конструкции
Пушечное вооружение представляет собой копию 25-мм швейцарской зенитной пушки Oerlikon Contraves KBA, которая также использовалась в итальянской зенитной самоходной установке SIDAM 25.
Зенитные пушки имеют боекомплект из 1000 снарядов, темп стрельбы 600—800 выстрелов/минуту и дальность стрельбы до 2500 м. Пушки используются для ведения огня на дальность до 2500 и высоту 2000 м.
ПЗРК QW-2 является копией советской «Игла-1» и способен сбивать воздушные цели на высоте 10 — 3500 метров и дальности от 500 до 6000 метров.
Электронно-оптическая система наведения установлена в передней части ЗРПК и включает в себя телекамеру, датчик ИК-илучения и лазерный дальномер, которые подают информацию для системы управления огнём PGZ-95. Компьютиризированная СУО вычисляет дальность до цели, а оператору остаётся открыть огонь когда цель попадет в зону эффективного огня ЗРПК. Система сопровождения обнаруживает цели с помощью видеокамеры на расстоянии до 6,0 км, а датчиком ИК-излучения до 5,0 км. Лазерный дальномер работает на дальностях 0,5—5,5 км и имеет точность ±5 метров.
ЗРПК PGZ-95 также оснащена РЛС CLC-1, установленным на крышу ЗРПК. РЛС работает в S-диапазоне и обнаруживает цели на дальности до 11,0 км

## Работа комплекса
Особенность комплекса PGZ-95 состоит в совмещении многоканальной системы захвата и сопровождения целей с пушечно-артиллерийским вооружением.
От 6 до 8 PGZ-95 могут совместно работать через цифровую сеть связи в различных режимах. Подвижной командный пункт оснащен РЛС CLC-2 PD S-диапазона, который способен обнаружить воздушные цели на дальности до 45 км и высоте до 4,5 км. Он посылает целеуказания на установки PGZ-95 для последующего выполнения задачи. Командная машина способна передавать боевую информацию на ЗРПК с помощью провода (до 0,5 км), радио (15,0 км) или в цифровом виде (5,0 км).